# علم الإنسان ما وراء الشخصي
علم الإنسان ما وراء الشخصي أو الأنثروبولوجيا ما وراء الشخصية هو فرع من فروع الأنثروبولوجيا الثقافية والدراسات ما وراء الشخصية. يدرس العلاقة بين حالات الوعي المتغيرة والثقافة.

## التعريف والسياق
وفقًا لوولش وفاوغان، اللذين اقترحا عدة تعريفات للحقل ما وراء الشخصي في أوائل تسعينيات القرن العشرين، الأنثروبولوجيا ما وراء الشخصية هي دراسة عبر الثقافات للظواهر ما وراء الشخصية والعلاقة بين الوعي والثقافة. عرّف تشارلز لافلين، وهو أحد مؤسسي حقل الأنثروبولوجيا ما وراء الشخصية، الفرع بأنه دراسة عبر الثقافات للتجارب ما وراء الشخصية، متضمنة الاستحضار الثقافي الاجتماعي للتجارب ما وراء الشخصية، وتفسيرها، وفائدتها، وإسهامها في تحديد الأدوار الاجتماعية.
كما هو الأمر مع علم النفس ما وراء الشخصي، يهتم الحقل أكثر اهتمامه بحالات الوعي المتغيرة (إيه إس سي) والتجربة ما وراء الشخصية. مع ذلك، يختلف الحقل عن الاتجاه العام لعلم النفس ما وراء الشخصي في الإحاطة أكثر بالقضايا عبر الثقافات؛ على سبيل المثال، أدوار الأسطورة، والطقوس، والنظام الغذائي، والنصوص، في تحريض وتفسير تجارب استثنائية.

## نبذة تاريخية
يحدد الشُرّاح بداية الأنثروبولوجيا ما وراء الشخصية إلى سبعينيات القرن العشرين في الولايات المتحدة. كان أول مجهود جماعي في الحقل منظمة مبدئية سُميت شركاء الفينيق، وصحيفتها الداعمة؛ الفينيق: مسارات جديدة في دراسة الإنسان. من بين المساهمين في طليعة أعمال الحقل فيليب إس. ستانيفورد، ورونالد إل. كامبيل، وجوزيف كي. لونغ، وشيرلي ليي. أطلقت غيري آن غالانتي الرسالة الإخبارية للدراسة الأنثروبولوجية للظواهر غير القياسية والخارقة للطبيعة (إن إيه إس بّي إيه بّي)، بمعزل عن مشاركة الفينيق. كان اسم الصحيفة الرسمية للمنظمة الجديدة الفينيق: صحيفة الأنثروبولوجيا ما وراء الشخصية.
بحلول منتصف ثمانينيات القرن العشرين، أصبح الشُرّاح يصفون الفرع بأنه «حقل صغير نامٍ». مع ذلك، كان هناك انشقاق ضمن المنظمة في هذه الفترة حول الأهداف والتوجهات المستقبلية. أرادت مجموعةٌ سلوكَ مسارٍ إنساني، بينما أرادت أخرى توجهًا أكثر عمليةً. انفصلت الأخيرة عن المنظمة في عام 1984 وأصبحت جمعية الدراسة الأنثروبولوجية للوعي (إيه إيه إس سي). وفقًا لهنتر، انبثق حقل أنثروبولوجيا الوعي الموازي من المنظور ما وراء الشخصي، وضمنه الأنثروبولوجيا ما وراء الشخصية. مع ذلك، لاقت جمعية الأنثروبولوجيا ما وراء الشخصية نهايتها بُعيد هذه الأحداث، وتوقفت صحيفة الفينيق عن النشر في عام 1985.
كانت أعمال عالم الأنثروبولوجيا تشارلز لافلين، الذي يُعد أحد المؤسسين الأوائل للفرع، مركز تطور الحقل. يُشير شيبرد أيضًا إلى إسهامات إحسان العيسى، وإيديث تيرنر، زوجة عالم الأنثروبولوجيا فيكتور تيرنر.

## إسهامات في النظرية الأكاديمية
أحد إسهامات لافلين في النظرية الأنثروبولوجية هو التفريق بين ما يُسمى الثقافات أحادية الطور والثقافات متعددة الأطوار. وفقًا لهذه النظرية، الثقافات متعددة الأطوار منفتحة أمام حالات الوعي المتغيرة، وتحاول ضم هذه التجارب في نظرتها للعالم، بينما الثقافات أحادية الطور هي نموذج عن المجتمعات التكنوقراطية، ومنغلقة جدًا أمام الحالات الذهنية البديلة هذه. نشر لافلين على نطاق واسع حول موضوع الأنثروبولوجيا ما وراء الشخصية، وتناول عديدًا من القضايا ضمن الحقل، من بينها المنهجية.
تناولت أعمال العيسى موضوع الهلاوس وجوانبها الثقافية. يلاحظ العيسى هنا كيف لا تنظر جميع الثقافات نظرة سلبية للهلاوس. لاحظ العيسى الفوارق عبر الثقافات بطرائق حسية  غالبًا ما صودفت في الهلاوس.
يتضمن الحقل أيضًا نظريات عالم الأنثروبولوجيا دينيس غافين الذي كانت مساهمته إعادة صياغة لمفاهيم علم الجان والإيمان بالجن ضمن سياق الأنثروبولوجيا.
يشرح شيبرد كيف أن ترجمات إيديث تيرنر لدراسات زوجها الميدانية بين شعب نديمبو في زامبيا يمكن اعتبارها منتمية إلى الأنثروبولوجيا ما وراء الشخصية، بقدر ما كانت ترجماتها لطقوسهم الشفائية ما وراء شخصية.

## وصلات خارجية
- Society for the Anthropology of Consciousness
- Journal entitled Anthropology of Consciousness